# اندی گری (بازیکن فوتبال، زاده ۱۹۷۷)
اندی گری (انگلیسی: Andy Gray؛ زادهٔ ۱۵ نوامبر ۱۹۷۷) بازیکن فوتبال اهل بریتانیا است.
از باشگاه‌هایی که در آن بازی کرده‌است می‌توان به ناتینگهام فارست، چارلتون اتلتیک، لیدز یونایتد، پرستون نورث اند، اولدهام اتلتیک، بارنزلی و بری اشاره کرد.
وی همچنین در تیم ملی فوتبال اسکاتلند بازی کرده‌است.